# Deniz Aytekin
Deniz Aytekin (Núremberg, 21 de julio de 1978) es un árbitro de fútbol alemán de origen turco que vive en Oberasbach. Él arbitra para el TSV Altenberg de la Asociación de Fútbol bávara. Es un miembro de la Asociación de Árbitros de la FIFA (árbitro FIFA) y se encuentra dentro del grupo de Élite de la UEFA.

## Carrera arbitral
Aytekin arbitró su primer partido de Bundesliga el 27 de septiembre de 2008 entre Hertha BSC y FC Energie Cottbus en Berlín. Energie Cottbus ganó el partido 1–0, y Aytekin mostró cuatro tarjetas amarillas, incluyendo una al portero visitante Gerhard Tremmel por perder tiempo en el minuto 90 de partido.

## Internacional
Fue el árbitro del partido entre F. C. Barcelona y París Saint-Germain de la vuelta de los octavos de final de la Liga de Campeones de la UEFA 2016-17, donde el equipo local consiguió remontar la eliminatoria con un resultado de 6–1 final.  En las dos siguientes temporadas de la Liga de Campeones, arbitró otros cinco partidos, todos en la fase de grupos.

## Vida personal
Aytekin vive en Oberasbach, Baviera y es un empresario que trabaja en Internet.